# 土曜インタビュー
『土曜インタビュー ○○にっぽん』は、2004年4月3日から2005年3月12日まで放送されたNHK総合テレビジョンのトーク・インタビュー番組である。放送時間は毎週土曜日の10:05 - 10:44。

## 概要
番組では各界の第一線で活躍する著名人を毎回迎えて、旬の話題、また不況や天災、事件などで先の見えない日本社会に対する建設的な提言を積極的に放送し、私たちのこれからの生活に必要なキーワードを探っていくという番組である。聞き手は三宅民夫。
なお最終回は2005年3月12日であるが、最後の2回の放送はアンコール放送だった為に、事実上の最終回は2005年2月26日となった。